# Güstrow
Güstrow város Németország Mecklenburg-Elő-Pomeránia tartományában, Rostock járás székhelye.

## Fekvése
A varos Közép-Mecklenburgban fekszik .

## Története

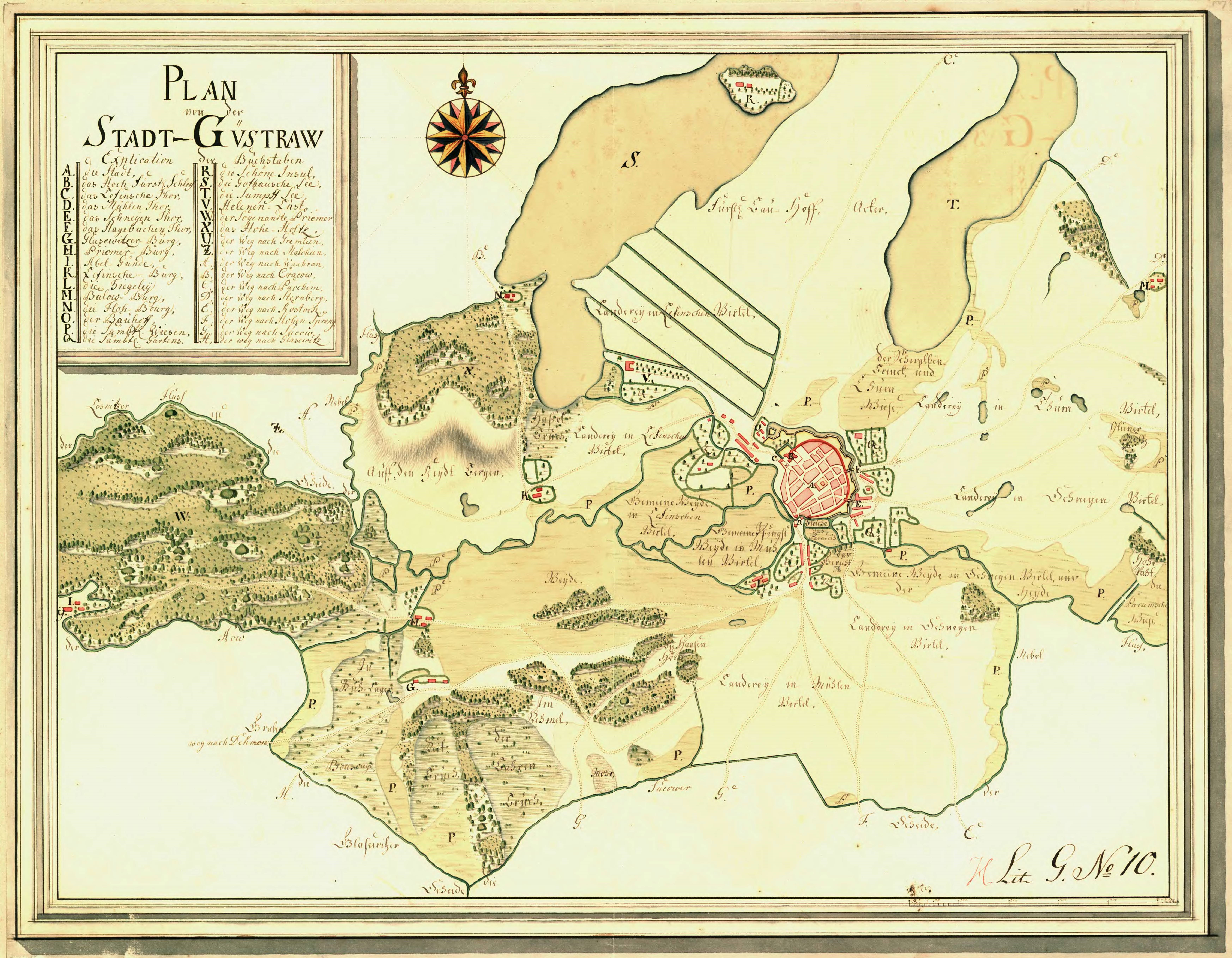
Güstrow térképe 1750 körül

1100-ban már létezett a település és 1226-ban városi jogot kapott. 1556 és 1695 között Güstrow-ban volt a mecklenburg-güstrow-i hercegek rezidenciája. 1806-ban Napóleon hadserege megszállta hat évre. 1850-ben építették vasútvonalát. 1883 óta cukrot gyártanak a városban. 1981 decemberében itt találkozott Helmut Schmidt és Erich Honecker.

## Turistalátványosságok

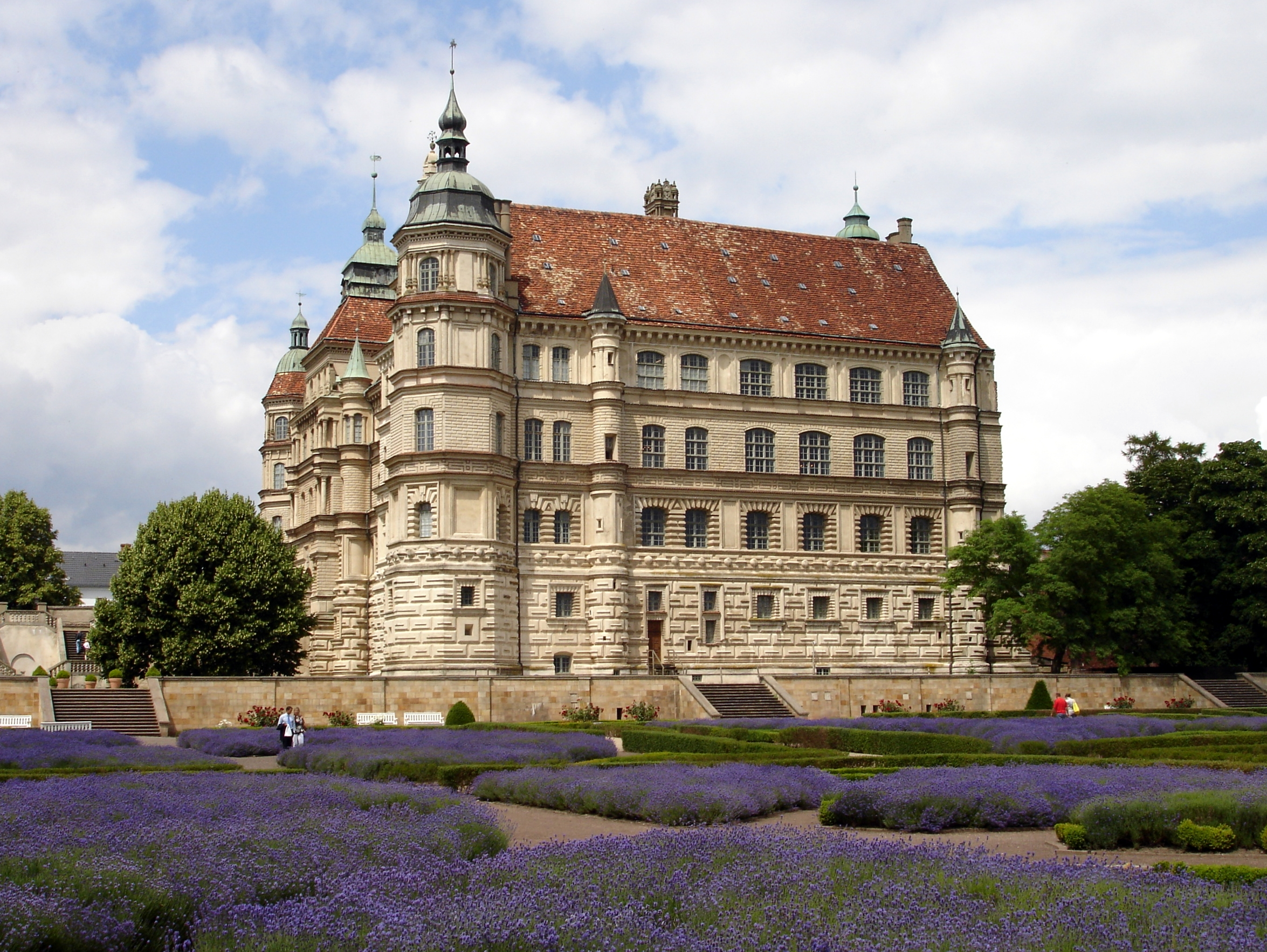
A güstrow-i kastély

- A güstrow-i kastély
- Óváros
- Ernst-Barlach-Museum
- templomok

## Testvérvárosai
- Kronshagen, Schleswig-Holstein
- Gryfice, Lengyelország
- Neuwied, Rajna-vidék-Pfalz
- Ribe, Dánia
- Valkeala, Finnország

## Híres güstrow-iak
- Ernst Barlach (1870–1938) szobrász
- Rudolf Wagner-Régeny (1903–1969) zeneszerző
- Uwe Johnson (1934–1984) író
- Gerd Roggensack (1941–2024) labdarúgó, edző